# David A. Brading
David Anthony Brading (Londres, 27 de octubre del 1936 -Cambridge 19 de abril de 2024) fue un historiador y académico británico conocido por sus aportes bibliográficos acerca de la Historia mexicana.

## Biografía
Nacido el 26 de agosto de 1936 en Ilford, Essex, Londres, dentro de una familia católica, su padre murió prematuramente. Ingresó, en 1957, al Pembroke College de la Universidad de Cambridge, en donde asistió a clases de Geoffrey Elton, hermano mayor de Charles Sutherland Elton, sobre Historia británica y en donde obtuvo un título en Historia europea e inglesa. Por ese tiempo estuvo en la Real Fuerza Aérea británica por lo que fue destinado a Hong Kong. Obtuvo su doctorado en Historia en el University College de Londres en 1962. Fue profesor en la Universidad de California, sobre Historia mexicana, argentina y peruana, y en la Universidad de Yale, universidad de la que había ganado una beca y en la que estudió Sociología e Historia norteamericana.
Fue durante un viaje a Guanajuato y a San Miguel de Allende que Brading se interesó por la Historia mexicana, investigando, bajo la supervisión del también historiador británico John Lynch, sobre el Virreinato de Nueva España en 1962, de la que resultaría una tesis en 1965.
En 1966 se casó con Celia Wu Brading, una reconocida historiadora peruana que colaboró junto a Jorge Basadre. La Fundación Ford le concedió una beca que le permitió ampliar sus estudios sobre México y, en 1973, a su regreso al Reino Unido, fue profesor de Historia Latinoamericana en Cambridge, universidad de la que sería Director del Centro de Estudios Latinoamericanos en diferentes períodos de 1975 a 1990. En 1979 obtuvo el premio de la Academia Británica por sus investigaciones en México, lo que le permitió volver a dicho país. 
En 1989 fue durante un mes director de estudios en la École des Hautes Études en Sciences Sociales, París, institución de investigación y enseñanza en ciencias sociales.
En 1993 fue investigador de Leverhulme en México, año en que fue nombrado Profesor Honorario (Honoris Causa) de la Universidad de Lima y miembro de la Academia Scientiarum et Artium Europaea de Salzburgo.
En 1995 fue nombrado miembro de la Academia Británica, lo que supone el reconocimiento de una alta distinción académica, y de Clare Hall, Cambridge. En 1997 fue elegido miembro del Instituto Riva-Agüero de la Universidad Católica, Lima, y al año siguiente fue nombrado Miembro Correspondiente de la Academia Peruana de la Historia. De 1999 a 2003 fue profesor de Historia mexicana en Cambridge. En 2004 recibió el doctorado Honoris Causa otorgado por la Universidad Michoacana. 
En el 2002 fue condecorado con la Orden del Águila Azteca por el presidente Vicente Fox en la Royal Academy en Londres.